# Staplerfahrer Klaus – Der erste Arbeitstag
Staplerfahrer Klaus – Der erste Arbeitstag (traducibile come Il conducente del carrello elevatore Klaus - il primo giorno di lavoro) è un cortometraggio tedesco del 2000 sul primo giorno di lavoro di Klaus come carrellista . Il film è una parodia dei film sulla sicurezza sul lavoro degli anni '80.
Il film è stato scritto e diretto da Stefan Prehn e Jörg Wagner e vede Konstantin Graudus nel ruolo del protagonista Klaus. La narrazione è stata fornita da Egon Hoegen, noto in Germania per la narrazione di film sulla sicurezza stradale.
Il film è diventato rapidamente famoso, grazie alla sua violenza da film splatter, che i fan considerano comica a causa della sua natura estrema e ovviamente falsa. Il film ha ricevuto numerosi premi ed è stato reso disponibile in DVD da Anolis Entertainment nel 2003, doppiato in inglese, francese e spagnolo. Sebbene il film non faccia ufficialmente parte del sistema di formazione e istruzione tedesco per i carrelli elevatori, è stato mostrato da alcuni istruttori come esempio di ciò che i conducenti di carrelli elevatori non dovrebbero fare.

## Trama
Il film è presentato come un video di istruzioni sulla sicurezza per i conducenti di carrelli elevatori e mostra il primo giorno di lavoro per Klaus, conducente di carrelli elevatori appena qualificato. Con la sua inettitudine, provoca incidenti e disastri sempre più sanguinosi.
Poco dopo il primo utilizzo del carrello elevatore, Klaus quasi investe un collega che lascia il magazzino attraversando la porta del garage dove è vietato camminare, invece della porta di uscita pedonale. Un altro si fa sollevare da Klaus senza gabbia di sicurezza, cadendo dal carrello elevatore, mentre a un altro, che aveva lasciato un taglierino su una scatola sollevata da Klaus, cade il taglierino in testa, rompendosi nel cranio. Il carrello elevatore si spegne e, piuttosto che aspettare il personale autorizzato, un operaio decide di ripararlo da sè, ma Klaus, riuscendo, infine ad accendere il motore, gli mozza le mani. Klaus taglia in due un collega che stava per investire con una lamina d'acciaio trasportata senza le stringhe di sicurezza e, distratto da una collega, impala sul suo carrello due operai, uno dei quali imbraccia una motosega che finisce per decapitare Klaus stesso. Il carrello è fuori controllo e l'uomo con la motosega perde un braccio, mentre la motosega vaga per il deposito finendo per tagliare in due il collega che era stato precedentemente smembrato da Klaus e che, chissà come, era rimasto vivo (la scena è celebre per la visuale in prima persona nel corpo del collega dalla motosega).
Il film si conclude con il carrello elevatore che, uscito dal deposito, vaga senza controllo sulla strada al tramonto, mentre i due uomini impalati continuano ad urlare.

## Riconoscimenti
Il film ha vinto numerosi premi, tra cui:
- Il Canal+ International Award for Best Short Film al Cinema Jove Festival Internacional de Cine València nel 2001
- Il Premio della Giuria per il Miglior Cortometraggio e il Premio del Pubblico per il Miglior Cortometraggio al San Sebastian Horror and Fantasy Film Festival nel 2001
- Il Premio del Pubblico per il Cortometraggio e il Premio Speciale della Giuria delle Emittenti Europee per la Migliore Idea Originale al Festival Internazionale del cinema fantastico di Bruxelles nel 2002
- Il Premio Friedrich-Wilhelm-Murnau alla Giornata dei premi tedeschi per cortometraggi nel 2002
- Il German Film Critics Award per il miglior cortometraggio ai German Film Critics Association Awards nel 2002
- Il Premio della Giuria per il Miglior Cortometraggio al Fantasia Film Festival nel 2003 (dove ha vinto anche il 3º posto nella categoria Miglior Cortometraggio )